# Palythoa wilsmoorei
Palythoa wilsmoorei is een Zoanthideasoort uit de familie van de Sphenopidae. De wetenschappelijke naam van de soort is voor het eerst geldig gepubliceerd door Wilsmore.